# Атомна одиниця маси
А́томна одини́ця ма́си (а. о. м., інша назва дальтон, міжнародне позначення: u, Da) — позасистемна одиниця маси для подання мас мікрочастинок (молекул, атомів, атомних ядер і елементарних частинок). З 1960 року встановлена як 1/12 маси ізотопу вуглецю 12C (так звана вуглецева шкала). Раніше використовували також водневі одиниці (одиницею маси вважалася маса атома водню, воднева шкала) і киснева шкала, за одиницю в якій було взято 1/16 атомної маси кисню.

## Загальний опис
Рекомендована до застосування IUPAP з 1960-го та IUPAC з 1961 року. Офіційно рекомендуються англомовні терміни atomic mass unit (amu, атомна одиниця маси) і точніший — unified atomic mass unit (u, універсальна атомна одиниця маси), але в україномовних наукових і технічних джерелах «а. о. м.» вживається частіше[джерело?].
Атомна одиниця маси дорівнює 1/12 маси ізотопу вуглецю з масовим числом 12 (12C, т. зв. вуглецева шкала)
Встановлені чисельні значення атомних одиниць маси дорівнюють:
1 а. о. м = 1 u ≈ 1,66053906660(50) × 10−27 кг ≈ 931,494028(23) МеВ/с2
В одиницях, які вживалися до 1961 року:
1 u = 1,000 317 9 amu (у фізиці) = 1,000 043 amu (у хімії).
З іншого боку, 1 а. о. м. — це величина, обернена числу Авогадро, тобто 1/NA г. Такий вибір атомної одиниці маси зручний тим, що молярна маса певного елементу, виражена у грамах на моль, цілком збігається із масою цього елементу, вираженою в а. о. м.

## Історія
Поняття атомної маси запровадив Джон Дальтон 1803 року. Одиницею вимірювання атомної маси спочатку слугувала маса атома водню (т. зв. воднева шкала).
У 1818 році Берцеліус опублікував таблицю атомних мас, зіставлених з атомною масою кисню, яка тоді вважалася рівною 103. Система атомних мас Берцеліуса панувала до 1860-х років, коли хіміки повернулися до водневої шкали.
1906 року науковці перейшли на кисневу шкалу, за якою одиницею атомної маси вважали 1/16 частину атомної маси кисню.
Після відкриття ізотопів кисню (16O, 17O, 18O) атомні маси стали зазначати у двох шкалах: хімічній (одиниця маси — 1/16 частина середньої маси атома природного кисню) і фізичній — (з одиницею маси, що дорівнює 1/16 маси атома нукліда кисню-16). Використання двох шкал мало низку недоліків, унаслідок чого 1961 року перешли до єдиної вуглецевої шкали.